# Léandre Kuavita
Léandre Kuavita (31 mei 2004) is een Belgisch voetballer die in het seizoen 2023/24 door Standard Luik wordt uitgeleend aan Genoa CFC.

## Carrière
Kuavita ondertekende in juni 2021 zijn eerste profcontract bij Standard Luik. Op 13 augustus 2022 maakte hij zijn profdebuut in het shirt van SL16 FC, het beloftenelftal van Standard dat vanaf het seizoen 2022/23 uitkomt in Eerste klasse B: op de openingsspeeldag kreeg hij tegen Club NXT een basisplaats. Kuavita opende in zijn debuutwedstrijd meteen zijn doelpuntenrekening in Eerste klasse B. Ook op de tweede en derde speeldag kwam hij tot scoren: in het 2-2-gelijkspel tegen Beerschot VA opende hij de score, en in de 0-1-zege tegen FCV Dender EH zorgde hij voor het enige doelpunt van de wedstrijd.
Op 21 november 2022 liet Standard weten dat Kuavita een contractverlenging had gekregen, evenwel zonder de duur van het nieuwe contract mee te geven. Op 23 december 2022 maakte hij zijn officiële debuut in het eerste elftal van de club: in de competitiewedstrijd tegen KAA Gent (0-0-gelijkspel) liet trainer Ronny Deila hem in de 84e minuut invallen voor Gojko Cimirot. Deila liet hem op 27 mei 2023 ook invallen in de Europe play-offwedstrijd tegen Cercle Brugge (0-4-verlies).
Op 1 september 2023 kondigde Standard aan dat Kuavita, die op de tweede speeldag van de Challenger Pro League een helft meespeelde met SL16 FC tegen RFC de Liège, voor een seizoen werd uitgeleend aan zusterclub Genoa CFC.

## Clubstatistieken
| Seizoen         | Club            | Land            | Competitie      | Competitie | Competitie | Beker | Beker | Supercup | Supercup | Europees | Europees | Totaal | Totaal |
| Seizoen         | Club            | Land            | Competitie      | Wed.       | Dlp.       | Wed.  | Dlp.  | Wed.     | Dlp.     | Wed.     | Dlp.     | Wed.   | Dlp.   |
| --------------- | --------------- | --------------- | --------------- | ---------- | ---------- | ----- | ----- | -------- | -------- | -------- | -------- | ------ | ------ |
| 2022/23         | SL16 FC         | Vlag van België | Eerste klasse B | 27         | 3          | —     | —     | —        | —        | —        | —        | 27     | 3      |
| 2022/23         | Standard Luik   | Vlag van België | Eerste klasse A | 2          | 0          | 0     | 0     | —        | —        | —        | —        | 2      | 0      |
| 2023/24         | SL16 FC         | Vlag van België | Eerste klasse B | 1          | 0          | —     | —     | —        | —        | —        | —        | 1      | 0      |
| 2023/24         | → Genoa CFC     | Vlag van Italië | Serie A         | 0          | 0          | 0     | 0     | —        | —        | —        | —        | 0      | 0      |
| Carrière totaal | Carrière totaal | Carrière totaal | Carrière totaal | 14         | 3          | 0     | 0     | 0        | 0        | 0        | 0        | 14     | 3      |

Bijgewerkt op 4 september 2023.
1 Leali ·
2 Thorsby ·
3 Martín ·
4 De Winter ·
8 Bohihen ·
9 Vitinha ·
10 Messias ·
11 Pereiro ·
13 Bani ·
14 Vogliacco ·
15 Norton-Cuffy ·
17 Malynovskyj ·
18 Ekuban ·
19 Pinamonti ·
20 Sabelli ·
21 Ekhator ·
22 Vásquez ·
22 Miretti ·
27 Marcandalli ·
30 Ankeye ·
32 Frendrup ·
33 Matturro ·
39 Sommariva ·
45 Balotelli ·
47 Badelj  ·
53 Kasa ·
55 Accornero ·
59 Zanoli ·
69 Ahanor ·
72 Melegoni ·
73 Masini ·
95 Gollini ·
99 Stolz ·
Coach: Vieira